# Alfa și Omega

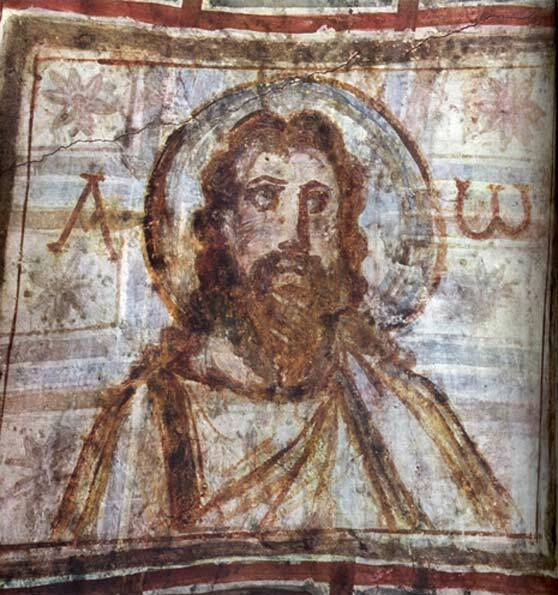
Reprezentare antică a chipului lui Hristos (cu barbă), înconjurat de literele alfa și omega

Alfa și Omega (variante: „Alpha și Omega”, „Α și Ω”, A și ω, „A și O”) sunt prima și ultima literă din alfabetul grecesc clasic (ionic). Sunt folosite și ca simbol pentru totalitate, Dumnezeu și, în special, pentru Hristos, primul și ultimul.
Expresia biblică „Alfa și Omega” apare în Noul Testament în următoarele 4 locuri:
- Apocalipsa 1 (8): „Eu sunt Alfa și Omega, Începutul și Sfârșitul, zice Domnul Dumnezeu, Cel Ce este, Cel Ce era și Cel Ce vine.”
- Apocalipsa 1 (11) care zicea: „Eu sunt Alfa și Omega, Cel Dintâi și Cel de pe Urmă. Ce vezi, scrie într-o carte și trimite-o celor șapte biserici, la: Efes, Smirna, Pergam, Tiatira, Sardes, Filadelfia și Laodiceea.”
- Apocalipsa 21 (6): „Apoi a zis: S'a isprăvit ! Eu sunt Alfa și Omega, Începutul și Sfârșitul. Celui ce îi este sete, îi voi da să bea fără plată din izvorul Apei vieții.”
- Apocalipsa 22 (13): „Eu sunt Alfa și Omega, Cel dintâi și Cel de pe urmă, Începutul și Sfârșitul.”

## Galerie de imagini

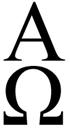
Alfa şi Omega
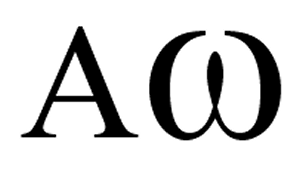
Alfa şi Omega